# Per Lindström
Per Lindström, född 1952, är  en svensk journalist, fotograf och adjungerad professor i fotografi, inriktning bildjournalistik, vid  Mittuniversitetet i Sundsvall.

## Biografi
Lindström har arbetat som fotograf och journalist sedan 1974 på bland andra Nya Lidköpings-Tidningen och Expressen. Han har varit redaktör för tidningen Lundagård samt Aktuell fotografi. 1990–2002 var han bildchef på Sydsvenskan och har därefter arbetat som utvecklingsredaktör på samma tidning.
Lindström har fokuserat på vardagsnära bildjournalistik, och blev på 1990-talet nyskapande med projektet "En Timme", där tidningens samtliga fotografer under en timme en vardag fick i uppdrag att skildra samma miljö, på olika sätt. Metodiken har blivit ett etablerat arbetssätt i lokaljournalistiskt arbete.
Lindström har i mer än 35 år skrivit om fotografi och medarbetar regelbundet på Sydsvenskans kultursida och i tidningen Foto. Han är en flitig föreläsare om fotografi och bildjournalistik. Han har intresserat sig för etiska frågor och vikten av en bra bildjournalistutbildning. Han har suttit med i ledningsgruppen för Nordens Fotoskola sedan starten 1997 och har engagerat sig i bildjournalistprogrammet på Mittuniversitetet sedan starten 2002.
Sedan 2008 forskar han kring ”Den svenska bildjournalistikens historia”. Han fokuserar på de stora fotograferna men också ”den goda bilden” och dess utveckling, de stora bildtidningarna samt Pressfotografernas klubbs Årets bild-tävling. Mycket få fakta finns i dag samlade kring svensk bildjournalistik och bara en handfull studier har gjort av bildens betydelse i svensk press under de senaste hundra åren. Dessutom riskerar värdefullt material att gå förlorat i det generationsskifte som svensk press nu är mitt uppe i. Ytterst handlar det om att spegla pressfotografens förändrade yrkesroll i ett nytt medielandskap.